# Bitinia y Ponto
La provincia romana de Bitinia y Ponto (en latín, Bithynia et Pontus) fue una provincia romana del noroeste de Asia Menor, en la actual Turquía, sobre la costa del mar Ponto Euxino (Mar Negro), creada en el período final de la República romana y que perduró durante el Imperio romano hasta las reformas de Diocleciano.

## Historia
Fue creada por Pompeyo tras unir a la provincia Bitinia, creada en 74 a. C. al heredar la República romana el reino de Bitinia,  con una parte s del reino del Ponto después de derrotar definitivamente a su rey Mitrídates VI. La ley que regulaba la administración de la provincia fue la lex Pompeia promulgada en el invierno de 63/62 a. C.
La capital de la doble provincia fue la antigua residencia real bitinia Nicomedia (İzmit, Turquía), aunque siempre tuvo que defender su primacía frente a su rival Nicea (İznik, Turquía).
Augusto decidió que Bitinia y Ponto fuese formalmente una provincia del pueblo romano o provincia senatorial. Bajo Vespasiano, probablemente en 73, le fue anexionada como civitas libera et foederata -ciudad libre y federada- Bizancio. 
En la primera mitad del siglo II la provincia estuvo varias veces bajo la administración de legados imperiales, de los cuales Plinio el Joven fue el más famoso y su correspondencia con Trajano permite conocer cómo era la provincia bajo su legación, la forma actuar de Plinio como gobernador y la intervención de la cancillería imperial y del emperador sobre la provincia. Bajo Antonino Pío, posiblemente desde el año 159, Bitinia y Ponto  se convirtió definitivamente en provincia imperial.
Con la reforma provincial del emperador Diocleciano de 295, Bitinia y Ponto se dividió en las provincias de Bitinia, Paflagonia y Diosponto.

## Principales ciudades

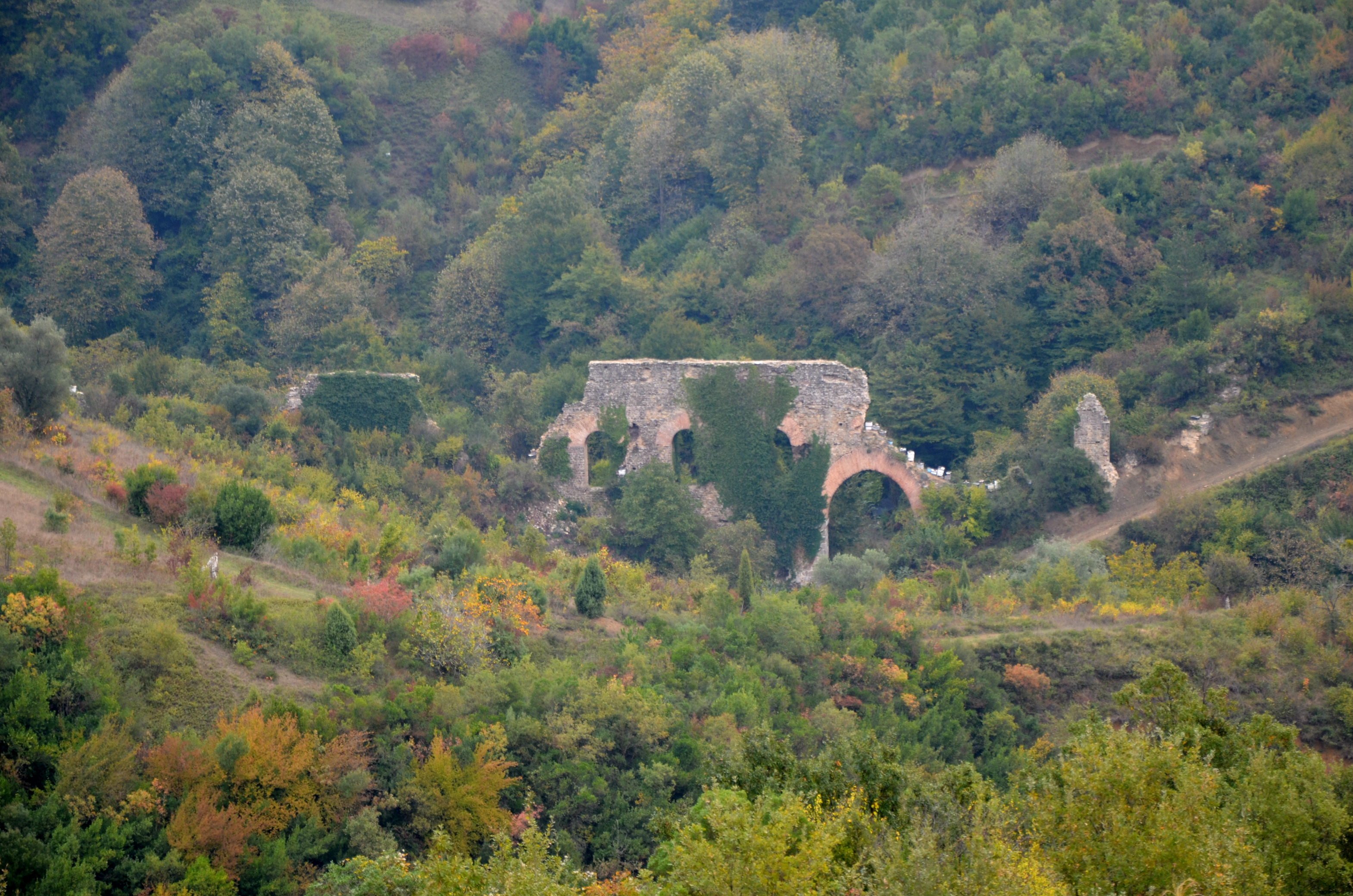
Acueducto de Nicomedia.

- Nicomedia (İzmit, Turquía), antigua capital del reino de Bitinia y capital de la provincia.
- Amisos, (Samsun, Turquía), ciudad libre y federada.
- Apamea, (Mudanya, Turquía), colonia romana en Bitinia.
- Bizancio, (Estambul, Turquía) ciudad libre en la orilla tracia del Bosforo.
- Calcedonia (Calcedonia, Turquía), ciudad libre, frente a Bizancio en el Bósforo.
- Claudiopolis (Bolu, Turquía), en Bitinia.
- Nicea (İznik, Turquía) en Bitinia.
- Prusas (Bursa, Turquía) en Bitinia.
- Sinope (Sinop, Turquía) colonia romana, antigua capital del reino del Ponto.